# 邱鋒澤
邱鋒澤（1988年10月31日—），本名邱殷龍，新加坡唱作男歌手、演員及電視節目主持人。2014年4月28日在台灣出道。截至2024年12月，已發行6張個人專輯。現為雙人組合「九澤CP」及男子團體「五堅情」的成員。粉絲名為「鋒蜜 Feng Mi」。

## 個人生活
邱殷龍出生於新加坡，其家族在當地經營著名的白咖啡企業。曾就讀新加坡共和理工學院，主修新媒體。他放棄繼承家族事業，並在父母支持下至台灣追求音樂事業。新加坡歌手阿杜是其祖母乾女兒的先生。
2014年9月起，開始在台灣長住，並在2016年取得中華民國永久居留權。

## 演藝事業

### 2012—2014：早期
2012年，邱鋒澤參加「Guinness Live!」比賽。獲得《中國好聲音之為你轉身》的新加坡籍導演蔡於位的青睞，邀請他演出他的音樂電影《我的朋友我的同學我愛過的一切》。
2013年，經由會作曲的表姐介紹下，他開始當知名音樂人黃韻仁的製作助理，且同時向他學習詞曲創作。
8月1日，演出新加坡愛情歌舞片《我的朋友, 我的同學, 我愛過的一切》的蕭浩頒。
2014年1月28日，演出現代都市愛情小品《Love Shake 心動》的Hugo。

### 2014—2017：《Ten Storeys》、《有人在嗎》
2014年4月28日，在台灣出道並於同日發行首張個人創作專輯《Ten Storeys》，創下好成績。
11月，獲得新加坡金曲獎傳媒推薦（本地新人）獎。
2015年，演出台灣偶像劇皇恩浩蕩，飾演張楠一角，該劇於2016年7月播出。
2016年10月6日，推出第二張個人專輯《有人在嗎》，寫出歷經遠距離戀愛失戀後的絕望。
2017年，主演台灣偶像劇搖滾畢業生，飾演方辰鳴一角，該劇於2018年7月播出。11月1日，與搖滾畢業生同劇演員、歌手黃偉晉共同創作單曲《斷訊》。並再於12月10日推出「抒情版」，為《斷訊》MV破100萬點擊率而推出的版本。
2017年底，邱鋒澤與同樣來自新加坡的音樂製作人及好友張暐弘創立音樂製作、影像創作及唱片公司「原音娛樂」。

### 2019：九澤CP。四堅情。五堅情
1月17日起，參與《娛樂百分百》的單元凹嗚狼人殺，在節目裡與陳零九並稱狼人殺高玩，讓更多人更為熟知，統計從單元開播至2023年4月1日，共獲得35次MVP的殊榮，為MVP次數第四多的玩家，並且獲得3次冠軍頭銜：包含1次「季冠軍」（2021年季冠軍）、2次「月冠軍」（2021年第二屆月冠軍、2021年第三屆月冠軍）。
5月9日，與陳零九以此遊戲創作歌曲《天黑請閉眼》，並在同年8月與陳零九共同追加發行《天亮請睜眼》，二人更被粉絲命名為「狼人殺最強CP」。於同年10月再推出第三首男男對唱歌曲《那曾經》。
10月31日，在生日當天推出第三張個人專輯《預言家》。
11月，宣布與陳零九、黃偉晉和賴晏駒組成男團W0LF四堅情，並於同月19日發布單曲《兵變》。
12月，首次開啟主持生涯與黃子佼等搭擋主持台視周日晚綜藝節目《台視17唱》。

### 2020年
2月9日，在台北Legacy舉辦他在台灣的首個個人演唱會。由於門票火速售罄，期後公司決定加開台中場及高雄場。所有場次門票售完。因2019冠狀病毒病疫情爆發，邱鋒澤於社交平台宣布演唱會將延期至4月2日舉行，並決定在4月3日於台北再加唱一場。
3月4日，正式加入《娛樂百分百》節目主持群。
6月12日，與CAPSULE合作創立個人生活YouTube頻道「Fengze TV 鋒澤」。9月CAPSULE在官網發文宣佈歡迎邱鋒澤加盟其公司並成為合作夥伴。
7月14日，四堅情因婁峻碩加入改名為五堅情，並推出新單曲《all day》，將重心轉往音樂。
7月22日，獲邀成為美國袋鼠鞋品牌「KangaROOS」代言人。
8月13日、8月14日，預言家《邱鋒澤專場演唱會》(台北場)。並且在8月14日場次五堅情首度同台演出。
11月，宣布與陳零九組成的「九澤CP」正式成軍，並將在同月13日推出全新單曲《陪在你身邊》，之後將以官方組合身份推出更多歌曲。
11月25日，宣布將於明年推出第四張專輯《日環食》，並於2021年1月30日舉辦《日環食Eclipse 邱鋒澤演唱會》。
12月5日，《日環食Eclipse 邱鋒澤演唱會》門票開賣火速售罄。

### 2021年
1月13日，宣布舉辦「邱鋒澤 日環食Eclipse 新專輯 北中南簽唱會」。
9月27日，宣布《日環食Eclipse 邱鋒澤演唱會》，因應配合最新防疫政策，演唱會將4度延期至2022年2月13日舉行。
11月18日，首次與香港男子團體「MIRROR」成員呂爵安合作雙語單曲，「國語版」歌名是《年青有為》及「粵語版」歌名是《一表人才》。

### 2022年
1月6日，在音樂串流平台KKBOX所舉辦的KKBOX音樂風雲榜中獲選為該年度十大「年度風雲歌手」之一，而頒獎典禮於2月26日在台北流行音樂中心舉行。
2月13日，在台北國際會議中心舉辦《日環食Eclipse 邱鋒澤演唱會》。
8月28日，綜藝節目《娛樂百分百》宣布，邱鋒澤因身體狀況與未來工作規劃考量，近期將與節目結束主持合作關係。
10月19日，宣布將推出第五張專輯《DEEP AWAKENING 見過深淵的人》，於鋒澤生日（10月31日）當天開始預購。
12月23日，在第五張專輯《DEEP AWAKENING 見過深淵的人》發片記者會上，公布3大喜訊，除了推出新專輯，並將於2023年1月14日至17日舉辦「專輯展覽」，緊接著2023年2月25日在台北流行音樂中心舉辦個人大型演唱會《DEEP AWAKENING 巡迴演唱會台北站》。

### 2023年
4月10日，宣布與同為「五堅情」的婁峻碩、賴晏駒、陳零九加入犯罪動作電影《器子》的演出陣容。
6月28日，宣布將於9月9日舉辦《DEEP AWAKENING 巡迴演唱會香港站》。7月7日，門票開賣火速售罄。主辦單位隨即宣布9月10日加場。
8月4日，宣布將於10月28日舉辦《DEEP AWAKENING 巡迴演唱會新加坡站》。
8月27日，和陳零九受邀擔任呂爵安個人演唱會尾場嘉賓。
11月1日，宣布將於12月3日舉辦《你眼中最好的我 斷訊六週年粉絲見面會》。

### 2024年
1月18日，宣布成為Skechers 新加坡的品牌代言人。
2月3日，受邀擔任南優鉉個人演唱會嘉賓。
3月27日，宣布舉辦出道十週年音樂會。
5月7日，受邀擔任「Skecher」新加坡代言人，並出席6月8日在新加坡舉辦的路跑活動。

### 2025年
4月23日，宣布舉辦「邱鋒澤X黃偉晉《永遠永遠》」巡迴音樂會。

## 副業
2017年底，邱鋒澤與同樣來自新加坡的音樂製作人及好友張暐弘創立音樂製作、影像創作及唱片公司「原音娛樂」。
2020年11月1日，其創立個人服裝的品牌公司「Feng Me」開幕，其品牌創作理念為「Be you，wherever you are」。
2022年，跟其父親開設「商店 F47」，專門創造高品質的周邊商品飾品。

## 音樂作品

### 個人專輯
| #   | 專輯名稱                        | 發行公司 | 發行日期                                  | 曲目 |
| --- | ------------------------------- | -------- | ----------------------------------------- | --- |
| 1st | 《Ten Storeys》                 | 華納唱片 | 2014年4月28日                             | 曲目 1. 傷者 (八大韓劇結婚的女神片尾曲) 2. 經典對白 3. 天亮就分開 4. 你還好嗎 (東森韓劇奇皇后片頭曲) 5. 菲尼克斯 6. 再不然 7. 無關勇敢不勇敢 8. 靈魂 9. 關於我們 10. 單人套房 (緯來韓劇清潭洞愛麗絲片頭曲)         |
| 2nd | 《有人在嗎》                    | 愛貝克思 | 2016年10月6日                             | 曲目 1. 有人在嗎 (衛視韓劇任意依戀片頭曲) 2. 還裝偉大 3. 分開的學問 (衛視韓劇任意依戀片尾曲、八大韓劇親親小爸片尾曲) 4. 拿個回憶做什麼 5. 麻煩製造者 6. 偽裝                                                       |
| 3rd | 《預言家》                      | 禾廣娛樂 | 2019年10月31日                            | 曲目 1. 預言家 2. 那曾經 (feat.陳零九) 3. 別對我說以後 4. 回頭看看我 (feat.采子) 5. 憑什麼 (feat.文慧如) 6. 有一種愛叫等待 7. 一路順風 8. I Still Miss You (網路劇搖滾畢業生插曲) 9. 那個她 10. 斷訊 (feat.黃偉晉) |
| 4th | 《日環食》                      | 滾石唱片 | 2021年1月5日(數位) 2021年1月15日(實體)    | 曲目 1. 日環食 2. 潛台詞 (feat. 黃偉晉) 3. Shining Star 4. 你的好人 5. 飯隨愛人 6. 我們美好過 (feat. 采子) |
| 5th | 《DEEP AWAKENING 見過深淵的人》 | 滾石唱片 | 2022年12月23日(數位) 2022年12月30日(實體) | 曲目 1. 孤島 2. 人魚 3. 邊緣人格 (feat. 賴晏駒) 4. DEEP 5. 無聲 6. 錯的一對 7. 浮木 8. AWAKENING 9. 深淵 (feat. 婁峻碩) 10. 冰山 (Special Edition)                                                                 |
| 6th | 《COIOR Free》                  | 滾石唱片 | 2024年10月4日(數位) 2024年11月01日(實體)  | 曲目 1. 摺痕 2. SEASONS 3. EX YOU 4. 會找到我 5. 一起寂寞 (feat. 艾薇) 6. 過去式 (feat. 黃偉晉) 7. 平分慚愧 8. 年青有為 (feat. 呂爵安) 9. 微笑分手 10. 平分安息                                                    |

### 單曲
| 年份 | 發表日期 | 歌曲名稱               | 作詞                   | 作曲                   | 合唱歌手               | 收錄專輯                            | 附註                     |
| 2015 | 1月22日  | 專屬的唯一             | 邱鋒澤                 | 邱鋒澤                 |                        |                                     |                          |
| 2017 | 7月2日   | 我知道你存在           | 邱鋒澤                 | 邱鋒澤                 |                        |                                     |                          |
| 2017 | 8月16日  | 以剛克剛               | 張樂聲                 | 林倛玉                 | 黄振隆                 | 《衛國先鋒》電視原聲帶              | 《衛國先鋒》主題曲       |
| 2017 | 11月1日  | 斷訊                   | 黃偉晉                 | 邱鋒澤                 | 黃偉晉                 | 《預言家》                          |                          |
| 2017 | 12月10日 | 斷訊(抒情版)           | 黃偉晉                 | 邱鋒澤                 | 黃偉晉                 | 《預言家》                          |                          |
| 2018 | 1月18日  | 如果我是你             | 吳心緹                 | 邱鋒澤                 | 吳心緹                 |                                     |                          |
| 2018 | 4月12日  | 如果我是你(抒情版)     | 吳心緹                 | 邱鋒澤                 | 吳心緹                 |                                     |                          |
| 2018 | 4月30日  | 那個她                 | 黃偉晉                 | 邱鋒澤                 |                        | 《預言家》                          |                          |
| 2018 | 8月31日  | 好感覺                 | 楊景涵                 | 邱鋒澤、黃偉晉、文慧如 | 黃偉晉、吳心緹         | 《搖滾畢業生》影視原聲帶            | 《搖滾畢業生》片尾曲     |
| 2018 | 8月31日  | 世界爆炸前一秒         | 楊景涵                 | 邱鋒澤、張暐弘         | 黃偉晉、陳大天、楊景涵 | 《搖滾畢業生》影視原聲帶            | 《搖滾畢業生》片頭曲     |
| 2018 | 8月31日  | 叛徒                   | 楊景涵                 | 邱鋒澤、張暐弘、文慧如 | 黃偉晉、陳大天、楊景涵 |                                     | 《搖滾畢業生》插曲       |
| 2018 | 9月4日   | 憑什麼                 | 文慧如                 | 邱鋒澤、張暐弘、文慧如 | 文慧如                 | 《預言家》                          |                          |
| 2018 | 10月9日  | I Still Miss You       | 張樂聲、邱鋒澤         | 邱鋒澤                 |                        | 《預言家》                          | 《搖滾畢業生》插曲       |
| 2019 | 3月7日   | 一路順風               | 張活寧                 | 邱鋒澤、張暐弘、陳零九 |                        | 《預言家》                          |                          |
| 2019 | 5月9日   | 天黑請閉眼             | 陳零九                 | 邱鋒澤、陳零九         | 陳零九                 | 陳零九《過PASS》 九澤CP《第四象限》 |                          |
| 2019 | 6月5日   | 有一種愛叫等待         | 文慧如                 | 張暐弘                 |                        | 《預言家》                          |                          |
| 2019 | 7月16日  | 你不用知道             | 吳心緹                 | 邱鋒澤、張暐弘         |                        |                                     |                          |
| 2019 | 8月23日  | 天亮請睜眼             | 陳零九、邱鋒澤         | 邱鋒澤、陳零九、張暐弘 | 陳零九                 | 陳零九《過PASS》 九澤CP《第四象限》 | 手游《終極狼人殺》主題曲 |
| 2019 | 10月31日 | 預言家                 | 采子                   | 邱鋒澤、張暐弘         |                        | 《預言家》                          |                          |
| 2019 | 12月17日 | 愛瘋狂                 | 梁錦興、展榮、展瑞     | 黃晟峰                 | 展榮、展瑞、洋蔥       |                                     |                          |
| 2020 | 6月10日  | 前任(無插電版)         | 采子、黃偉晉           | 采子、張暐弘、邱鋒澤   | 黃偉晉                 |                                     | 單曲《前任》Cover版本    |
| 2020 | 9月22日  | Messed Up              | 文慧如                 | 文慧如、邱鋒澤、張暐弘 | 文慧如                 | 文慧如《還原》                      |                          |
| 2020 | 9月30日  | 你的好人               | 黃婷                   | 邱鋒澤、張暐弘         |                        | 《日環食》                          |                          |
| 2020 | 11月26日 | Shining Star           | 邱鋒澤、張暐弘         | 邱鋒澤、張暐弘         |                        | 《日環食》                          |                          |
| 2020 | 12月15日 | 潛台詞                 | 黃偉晉                 | 邱鋒澤、張暐弘         | 黃偉晉                 | 《日環食》                          |                          |
| 2021 | 8月13日  | 微笑分手               | 崔惟楷                 | 邱鋒澤                 |                        | 《COIOR Free》                      |                          |
| 2021 | 11月18日 | 年青有為（國）         | 黃偉文                 | 林奕匡                 | 呂爵安                 | 《COIOR Free》                      | 首度國語、粵語雙單曲     |
| 2021 | 11月18日 | 一表人才（粵）         | 黃偉文                 | 林奕匡                 | 呂爵安                 |                                     | 首度國語、粵語雙單曲     |
| 2021 | 12月21日 | 冰山                   | 崔惟楷                 | 邱鋒澤、張暐弘         |                        | 《DEEP AWAKENING 見過深淵的人》     |                          |
| 2021 | 12月28日 | 冰山(無插電版)         | 崔惟楷                 | 邱鋒澤、張暐弘         |                        | 《DEEP AWAKENING 見過深淵的人》     |                          |
| 2022 | 2月17日  | 邊緣人格               | 嚴云農                 | 邱鋒澤、張暐弘         | 賴晏駒                 | 《DEEP AWAKENING 見過深淵的人》     |                          |
| 2022 | 5月20日  | 平分慚愧（國）         | 葛大為                 | 邱鋒澤、張暐弘         |                        | 《COIOR Free》                      | 國語、粵語雙單曲         |
| 2022 | 7月3日   | 平分安息（粵）         | 林若寧                 | 邱鋒澤、張暐弘         |                        | 《COIOR Free》                      | 國語、粵語雙單曲         |
| 2022 | 8月11日  | 深淵                   | 崔惟楷、婁峻碩         | 邱鋒澤、婁峻碩、張暐弘 | 婁峻碩                 | 《DEEP AWAKENING 見過深淵的人》     |                          |
| 2022 | 10月24日 | 孤島                   | 嚴云農                 | 邱鋒澤、張暐弘         |                        | 《DEEP AWAKENING 見過深淵的人》     |                          |
| 2022 | 10月31日 | 人魚                   | 嚴云農                 | 邱鋒澤、張暐弘         |                        | 《DEEP AWAKENING 見過深淵的人》     |                          |
| 2023 | 5月18日  | Shining Star(Sped Up)  | 邱鋒澤、張暐弘         | 邱鋒澤、張暐弘         |                        |                                     |                          |
| 2023 | 7月11日  | 會找到我               | 葛大為                 | 邱鋒澤、張暐弘         |                        | 《COIOR Free》                      |                          |
| 2023 | 11月1日  | 過去式                 | 黃偉晉                 | 邱鋒澤、張暐弘         | 黃偉晉                 | 《COIOR Free》                      |                          |
| 2024 | 3月19日  | 一起寂寞               | 陳信延                 | 張暐弘、陳禹丞         | 艾薇                   | 《COIOR Free》                      |                          |
| 2024 | 4月25日  | SEASONS                | 高瑋德                 | 邱鋒澤                 |                        | 《COIOR Free》                      |                          |
| 2024 | 5月9日   | EX YOU                 | 邱鋒澤、張暐弘、高瑋德 | 邱鋒澤、張暐弘         |                        | 《COIOR Free》                      |                          |
| 2024 | 8月21日  | 摺痕                   | 葛大為                 | 賴佑政                 |                        | 《COIOR Free》                      |                          |
| 2024 | 10月29日 | 碎了                   | 楊孝君                 | 沙偉平、李光中、胡寬竑 |                        |                                     |                          |
| 2024 | 12月03日 | 不要擔心我，你要好好過 | 邱鋒澤                 | 邱鋒澤、陳禹丞、山地人 |                        |                                     |                          |
| 2025 | 04月15日 | 永遠永遠               | 邱鋒澤、黃偉晉         | 邱鋒澤、張暐弘         | 黃偉晉                 |                                     |                          |

### 跨刀創作(作曲)
| 年份 | 發表日期 | 歌曲名稱     | 歌手           | 作曲                         | 附註                    |
| 2017 | 11月22日 | 命中注定     | 李千娜         | 邱鋒澤、張暐弘               | 電視劇《逃婚100次》插曲 |
| 2019 | 9月27日  | 安靜了太久   | 許展榮、許展瑞 | 邱鋒澤、張暐弘               |                         |
| 2019 | 12月4日  | 最後我失去你 | 采子           | 邱鋒澤、張暐弘               |                         |
| 2019 | 12月30日 | 光害         | 采子           | 邱鋒澤、采子、張暐弘         |                         |
| 2020 | 2月20日  | 油漆         | 采子           | 邱鋒澤、張暐弘               |                         |
| 2020 | 3月28日  | 讓我守護妳   | 邱勝翊         | 邱鋒澤、張暐弘               | 電視劇《覆活》片頭曲    |
| 2020 | 4月17日  | 先分開       | 采子           | 邱鋒澤、采子                 |                         |
| 2020 | 6月2日   | 前任         | 采子、黃偉晉   | 邱鋒澤、采子、張暐弘         |                         |
| 2020 | 7月27日  | Sunny Day    | 采子、文慧如   | 邱鋒澤、張暐弘、文慧如、采子 |                         |
| 2022 | 6月24日  | 玩意         | 文慧如         | 文慧如、邱鋒澤               |                         |

## 影視作品

### 主持
| 日期                          | 節目         | 播出頻道          | 備註               |
| ----------------------------- | ------------ | ----------------- | ------------------ |
| 2019年7月9日－2020年3月5日    | 娛樂百分百   | 八大電視          | 代班主持           |
| 2019年12月1日－2020年3月15日  | 台視17唱     | 台視、17直播      | 擔任小隊長         |
| 2019年12月21日－2020年12月5日 | 師父零九救我 | 娛樂百分百YouTube | 娛樂百分百網路單元 |
| 2020年3月6日－2022年8月28日   | 娛樂百分百   | 八大電視          | 主持               |

### 實境秀
| 年份   | 節目單元              | 備註        |
| ------ | --------------------- | ----------- |
| 2020年 | 娛樂百分百-叮咚五堅情 | 第1-3季     |
| 2023年 | 嗨！營業中第2季       | 6/24大來賓  |
| 2023年 | 未來少女              | 少女見證人  |
| 2024年 | 滚石摘星號            | 第8集&第9集 |

### 音樂錄影帶（MV）
| 日期           | 歌曲名稱       | 演唱者         |
| -------------- | -------------- | -------------- |
| 2019年3月15日  | 你的吉他       | 文慧如         |
| 2019年10月25日 | 是誰忍心刀了我 | 田亞霍、賴晏駒 |

## 戲劇

### 電視劇
| 年份   | 播出頻道 | 劇名             | 角色   |
| ------ | -------- | ---------------- | ------ |
| 2016年 | 中視     | 皇恩浩蕩         | 張楠   |
| 2018年 | CHOCO TV | 搖滾畢業生       | 方辰鳴 |
| 2025年 |          | 師大公園地下社會 |        |

### 廣播劇
| 年份   | 名稱         | 播出頻道 | 角色     | 性質 | 出演集數   |
| ------ | ------------ | -------- | -------- | ---- | ---------- |
| 2021年 | 我的媒人時代 | 988電台  | 助導小全 | 客串 | EP02.03.09 |

## 電影

### 院線電影
| 上映日期      | 劇名                             | 角色   | 備註             |
| ------------- | -------------------------------- | ------ | ---------------- |
| 2013年8月1日  | 我的朋友, 我的同學, 我愛過的一切 | 蕭浩頒 | 新加坡愛情歌舞片 |
| 2014年1月28日 | Love Shake 心动                  | Hugo   | 现代都市爱情小品 |
| 2025年4月11日 | 器子                             | 阿昌   | 犯罪動作電影     |

### 電影配音
| 台灣上演日期  | 電影名稱   | 角色                      | 性質 | 語言 |
| ------------- | ---------- | ------------------------- | ---- | ---- |
| 2021年2月26日 | 100%小狼人 | 瘋哥(Cripp)               | 反派 | 中文 |
| 2022年3月11日 | 青春養成記 | 阿倫T（Aaron T.，4*Town） | 配角 | 中文 |

## 音樂會

### 生日音樂會
| 日期           | 名稱                                      | 場地                         |
| 2017年10月28日 | 2017年邱鋒澤生日音樂會                    |                              |
| 2018年10月14日 | 2018年邱鋒澤生日音樂會                    | Corner House角落文創展演空間 |
| 2019年10月27日 | 2019年邱鋒澤生日音樂會                    | 後台 BackStage Cafe          |
| 2020年10月24日 | 《Fengtastic Love》2020年邱鋒澤生日音樂會 | ATT SHOW BOX 立方文創        |
| 2022年11月6日  | 《Feng in Love》2022年邱鋒澤生日音樂會    | 花漾展演空間                 |
| 2023年11月4日  | 《Fengever Love》2023年邱鋒澤生日音樂會   | 花漾展演空間                 |
| 2024年11月3日  | 《COIOR Day》2024年邱鋒澤生日見面會       | Legacy TERA                  |

### 巡演音樂會
| 名稱                                              | 日期                 | 場地                              |
| 《I STILL MISS YOU》巡演音樂會                    | 2018年11月3日        | 台中站-迴響音樂藝文展演空間       |
| 《I STILL MISS YOU》巡演音樂會                    | 2019年1月12日        | 高雄站-LIVE WAREHOUSE             |
| 《I STILL MISS YOU》巡演音樂會                    | 2019年1月26日        | 台南站-1963美式音樂餐廳           |
| 《10 Feng Ze》邱鋒澤出道10週年巡迴音樂會          | 2024年5月19日        | 台北站-Zepp New Taipei            |
| 《10 Feng Ze》邱鋒澤出道10週年巡迴音樂會          | 2024年6月15日、16日  | 高雄站-LIVE WAREHOUSE             |
| 《10 Feng Ze》邱鋒澤出道10週年巡迴音樂會          | 2024年8月10日        | 新加坡站-The Theatre at Mediacorp |
| 《10 Feng Ze》邱鋒澤出道10週年巡迴音樂會          | 2024年8月30日、31日  | 台中站-Legacy Taichung            |
| 《10 Feng Ze》邱鋒澤出道10週年巡迴音樂會          | 2024年9月14日、15日  | 香港站-西九文化區Freespace        |
| 《10 Feng Ze》邱鋒澤出道10週年巡迴音樂會          | 2024年11月23日       | 廣州站-中央車站RockHouse          |
| 《infinity 永遠永遠》邱鋒澤X黃偉晉 亞洲巡迴音樂會 | 2025年06月07日       | 新加坡站-The theatre at Mediacorp |
| 《infinity 永遠永遠》邱鋒澤X黃偉晉 亞洲巡迴音樂會 | 2025年06月15日       | 台北站-Legacy TERA                |
| 《infinity 永遠永遠》邱鋒澤X黃偉晉 亞洲巡迴音樂會 | 2025年07月26日、27日 | 香港站-麥花臣場館                 |
| 《infinity 永遠永遠》邱鋒澤X黃偉晉 亞洲巡迴音樂會 | 2025年08月10日       | 馬來西亞站-ZEPP KL                |
| 《infinity 永遠永遠》邱鋒澤X黃偉晉 亞洲巡迴音樂會 | 2025年08月30日       | 上海站-萬代南夢宮夢想劇場         |

### 見面會
| 日期           | 名稱                                    | 場地                          |
| 2023年12月3日  | 《你眼中最好的我 斷訊六週年粉絲見面會》 | 三創生活園區5F Clapper Studio |
| 2024年12月15日 | 《COlOR Time》2024 邱鋒澤香港粉絲見面會 | 香港 AXA安盛創夢館            |

## 個人演唱會
| 日期           | 演唱會名稱                            | 場地                            |
| 2015年2月8日   | 《FRIENDS OF TAIWAN》演唱會           | PIPE LIVE MUSIC                 |
| 2017年1月6日   | 邱鋒澤《有人在嗎》演唱會              | The Wall 公館                   |
| 2019年4月20日  | 邱鋒澤《一路順風》演唱會              | 上海 育音堂音樂公園店           |
| 2020年2月29日  | 預言家《邱鋒澤專場演唱會》[台中場]    | TADA方舟(台中文化資產園區)      |
| 2020年8月13日  | 預言家《邱鋒澤專場演唱會》[台北場]    | Legacy Taipei                   |
| 2020年8月14日  | 預言家《邱鋒澤專場演唱會》[台北場]    | Legacy Taipei                   |
| 2020年8月22日  | 預言家《邱鋒澤專場演唱會》[高雄場]    | LIVE WAREHOUSE                  |
| 2021年1月30日  | 邱鋒澤《日環食Eclipse》直播演唱會     | 線上(Feng Ze邱鋒澤 YouTube頻道) |
| 2022年2月13日  | 《日環食Eclipse》邱鋒澤演唱會         | 台北國際會議中心TICC            |
| 2023年2月25日  | 《DEEP AWAKENING 巡迴演唱會台北站》   | 台北流行音樂中心                |
| 2023年9月9日   | 《DEEP AWAKENING 巡迴演唱會香港站》   | 麥花臣場館                      |
| 2023年9月10日  | 《DEEP AWAKENING 巡迴演唱會香港站》   | 麥花臣場館                      |
| 2023年10月28日 | 《DEEP AWAKENING 巡迴演唱會新加坡站》 | 星宇表演藝術中心                |

## 獎項

### 音樂
- 《新加坡金曲獎》第19屆：傳媒推薦（本地新人）獎
- 《KKBOX風雲榜》第16屆：年度十大風雲歌手(以五堅情身分)
- 《KKBOX風雲榜》第17屆：年度十大風雲歌手
- 《2022 hito流行音樂獎》：hito年度大躍進(以九澤CP身分)、最受歡迎組合(以九澤CP身分)
- 《KKBOX風雲榜》第18屆：年度百大風雲歌手
- 《2023 hito流行音樂獎》：hito年度大躍進、2022年度百首單曲冠軍－偷走你的心(以九澤CP身分)、最受歡迎組合(以五堅情身分）
- 《YES 933 潮流音樂盛典 2023》第1屆：年度歌手、SPOP 傳媒推薦[41]
- 《2024 hito流行音樂獎》：最受歡迎組合(以九澤CP身分)、hito團體(以五堅情身分)
- 《KKBOX風雲榜》第19屆：年度百大風雲歌手
- 《KKBOX風雲榜》第20屆：年度百大風雲歌手

### 凹嗚狼人殺
- 2019年度Hito人氣王
- 2020年度Hito人氣王
- 2021年季冠軍
- 2021年第二屆（11月）月冠軍
- 2021年第三屆（12月）月冠軍

## 榜單紀錄

### KKBOX華語年度單曲
| 年份   | 入圍者／作品           | 順位 |
| ------ | ---------------------- | ---- |
| 2021年 | 邱鋒澤、黃偉晉／潛台詞 | 25   |
| 2021年 | 邱鋒澤／日環食         | 30   |
| 2022年 | 邱鋒澤／冰山           | 22   |
| 2022年 | 邱鋒澤／平分慚愧       | 44   |
| 2023年 | 邱鋒澤／浮木           | 31   |
| 2024年 | 邱鋒澤、艾薇／一起寂寞 | 10   |
| 2024年 | 邱鋒澤／摺痕           | 85   |

### Hit FM聯播網年度百大單曲
| 年份   | 入圍者／作品                 | 順位 |
| ------ | ---------------------------- | ---- |
| 2020年 | 文慧如 ft. 邱鋒澤／MESSED UP | 86   |
| 2021年 | 邱鋒澤／日環食               | 42   |
| 2022年 | 邱鋒澤／DEEP                 | 13   |
| 2022年 | 邱鋒澤／浮木                 | 47   |
| 2024年 | 邱鋒澤、艾薇／一起寂寞       | 32   |
| 2024年 | 邱鋒澤／摺痕                 | 47   |

### Spotify
| 年份   | 項目            | 入圍者／作品   | 順位 |
| ------ | --------------- | -------------- | ---- |
| 2020年 | 2020台灣最愛K歌 | 邱鋒澤／預言家 | 54   |
| 2021年 | 2021台灣最愛K歌 | 邱鋒澤／日環食 | 41   |

### 醉心龍虎榜
| 年份   | 項目                       | 入圍者／作品                               | 順位 |
| ------ | -------------------------- | ------------------------------------------ | ---- |
| 2020年 | 最受歡迎金曲（第四季度）   | 文慧如、邱鋒澤／Messed Up                  | 7    |
| 2020年 | 年度最受歡迎歌手           | 邱鋒澤                                     | 10   |
| 2020年 | 年度顶尖100金曲            | 文慧如、邱鋒澤／Messed Up                  | 47   |
| 2021年 | 最受歡迎金曲（第一季度）   | 邱鋒澤／日環食                             | 2    |
| 2021年 | 最受歡迎金曲（第一季度）   | 邱鋒澤、黃偉晉 / 潛台詞                    | 13   |
| 2021年 | 最受歡迎男歌手（第一季度） | 邱鋒澤／陪在你身邊、日環食、潛台詞         | 2    |
| 2021年 | 最受歡迎男歌手（第四季度） | 邱鋒澤 / 微笑分手、年青有為                | 4    |
| 2021年 | 年度最受歡迎歌手           | 邱鋒澤                                     | 6    |
| 2021年 | 年度顶尖100金曲            | 邱鋒澤／日環食                             | 8    |
| 2021年 | 年度顶尖100金曲            | 邱鋒澤 / 微笑分手                          | 17   |
| 2021年 | 年度顶尖100金曲            | 邱鋒澤、黃偉晉 / 潛台詞                    | 60   |
| 2022年 | 最受歡迎金曲（第一季度）   | 邱鋒澤／冰山                               | 1    |
| 2022年 | 最受歡迎男歌手（第一季度） | 邱鋒澤／冰山、年青有為、邊緣人格（賴晏駒） | 1    |
| 2022年 | 最受歡迎男歌手（第三季度） | 邱鋒澤／平分惭愧、深淵（婁峻碩）           | 4    |
| 2022年 | 最受歡迎金曲（第三季度）   | 邱鋒澤／平分惭愧                           | 15   |
| 2022年 | 最受歡迎金曲（第四季度）   | 邱鋒澤／孤島                               | 2    |
| 2022年 | 最受歡迎金曲（第四季度）   | 邱鋒澤／人魚                               | 18   |
| 2022年 | 最受歡迎男歌手（第四季度） | 邱鋒澤／孤島、人魚、深淵（婁峻碩）         | 3    |
| 2022年 | 年度最受歡迎歌手           | 邱鋒澤                                     | 3    |
| 2022年 | 年度顶尖100金曲            | 邱鋒澤／冰山                               | 11   |
| 2022年 | 年度顶尖100金曲            | 邱鋒澤／平分惭愧                           | 17   |
| 2022年 | 年度顶尖100金曲            | 邱鋒澤／孤島                               | 18   |
| 2022年 | 年度顶尖100金曲            | 邱鋒澤、賴晏駒／邊緣人格                   | 68   |
| 2022年 | 年度顶尖100金曲            | 邱鋒澤／人魚                               | 85   |
| 2023年 | 最受歡迎男歌手（第一季度） | 邱鋒澤／孤島、人魚、浮木                   | 2    |
| 2023年 | 最受歡迎金曲（第三季度）   | 邱鋒澤／會找到我                           | 8    |

## 外部連結
- 邱鋒澤的Facebook專頁
- 邱鋒澤的Instagram帳戶
- 邱鋒澤的新浪微博
- 邱鋒澤的Threads
- YouTube上的Feng Ze邱鋒澤頻道